# André Dauchez
André Dauchez (Parigi, 17 maggio 1870 – Parigi, 15 maggio 1948) è stato un pittore, incisore e fotografo francese.
Fu pittore paesaggista, legato per passione al mare e alle coste della Bretagna.

## Biografia
Adré Dauchez nacque a Parigi da Fernand Dauchez, avvocato, e Claire Thirial.

Il 25 aprile del 1898 sposò Marie-Thérèse Le Liepvre, figlia del pittore Maurice Le Liepvre (1848-1897), che diede alla luce otto figli. La sorella maggiore di André, Jeanne Dauchez (1869-1949), anche lei pittrice, sposò il pittore Lucien Simon (1861-1945) nel 1890.
Già dagli inizi la sua carriera di artista fu assai rapida. A 17 anni entrò nell'atelier di Luc-Olivier Merson (1846-1920) e vi rimase come allievo sino al 1890. Sette anni dopo, avendo nel frattempo studiato presso altri pittori, André Dauchez partecipò al "Salon des artistes français". Ma già dall'anno precedente (1896) era divenuto membro della "Société nationale des beaux-arts", di cui nel 1922 fu eletto membro del Comitato, poi Segretario generale e quindi Presidente dal 1931, succedendo a Jean-Louis Forain. Lasciò la carica a Lucien-Victor Guirand de Scévola nel 1937.

Sempre nel 1922 fu promosso "Pittore della Marina" (Peintre de la Marine). Due anni prima (1900) aveva ricevuto la medaglia d'argento dell'Expo di Parigi.

Nel primo decennio del 1900 Dauchez fece parte, con Lucien Simon, Edmond Aman-Jean, Charles Cottet, George Desvallières e Maurice Denis, di un gruppo di giovani pittori soprannominato dai critici d'arte la "Bande noire" (La Banda nera), poiché essi rifiutavano le tele luminose degli impressionisti.
Ebbe la nomina a cavaliere della Legion d'onore nel 1911, per poi essere nominato Ufficiale della stessa nel 1932.

Fu anche tra i fondatori del "Salon National Indépendant", di cui divenne Presidente nel 1938.
André Dauchez si spense a Parigi nel 1948, a 78 anni.
In suo onore una via di Loctudy porta il suo nome.

### La Bretagna
André Dauchez si recò giovanissimo in Bretagna e, in particolare, nella zona prossima alla foce del fiume Odet. Si appassionò a questa regione al punto che, dal 1890, si recava ogni estate con la famiglia nella cittadina di Bénodet e nel 1893 andò ad abitare nella casa di Kergaït, situata non lontano dall'estuario. Questi periodi estivi della famiglia Dauchez determineranno la vocazione pittorica e marittima di André, tanto più che anche suo cognato Lucien Simon, pittore anch'egli, abitò nella stessa casa sino alla fine del secolo (1900).

Dauchez si fece quindi costruire una casa nella punta sud del paese di Loctudy, su un lieve rialzo rispetto al mare. La casa è riconoscibile per i suoi due torrioni, uno dei quali divenne l'atelier dell'artista. Dal 1903, ogni estate questa casa-studio, situata nella località detta "la Palue du Cosquer", fra Lesconil e Loctudy, diveniva il crogiolo artistico di Dauchez, disegnatore e acquafortista di grande talento.

Dauchez ebbe diverse imbarcazioni con le quali amava scoprire nuove località e nuovi orizzonti sia delle coste atlantiche che di quelle della Manica. Fra i suoi battelli citiamo « La Rose des Vents », tonniera di 20 metri sistemata per il diporto, costruita nel 1912 e fornita di un equipaggio di sei marinai professionisti agli ordini del comandante Lagadec. In seguito acquistò uno yacht di 12 metri, « la Grande Ourse » e ancora  « l’Embellie », le « Narval » e « l’Aventure ».

## L'arte

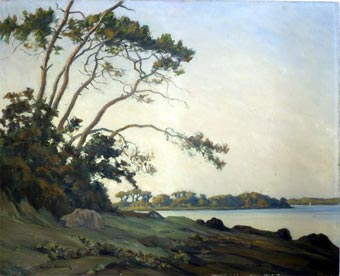
L'ingresso dell'Anse de Combrit

«Come tutti i pittori dell'epoca André Dauchez iniziò facendo incisioni che riproducevano opere altrui, ma, su consiglio di Lucien Simon, abbandonò presto quest'attività e, dal 1894, si dedicò alla pittura, in particolare alla rappresentazione dei paesaggi della sua amata Bretagna, soprattutto quelli dei dintorni di Bénodet, dove aveva la sua casa e la sua barca».
Dauchez divenne noto all'inizio come il pittore del vento e degli estuari, e la sua personalità si affermò attraverso la raffigurazione dei paesaggi, tema che domina la sua produzione. La riva del mare, gli estuari e i porti sono spesso presenti nella sua produzione: la sua conoscenza dell'ambiente marino fu ineccepibile. Egli è stato un autentico marinaio che ha navigato e ha esplorato le rive osservandole dal mare.
 
André Dauchez era un paesaggista puro, e la figura umana è molto spesso assente dai suoi quadri. Maneggiava la mina di piombo alla perfezione e nei suoi disegni le correzioni e i ritocchi non compaiono mai. Era altresì un incisore di notevole perizia e produsse circa 500 acqueforti; illustrò anche numerosi libri con disegni particolarmente poetici, in edizioni di lusso numerate, come: «Le foyer breton : Contes et récits populaires » di Emile Souvestre, « Le livre de l’Emeraude » di André Suarès, «La mer dans les bois » di André Chevrillon, che racconta un viaggio in barca sul fiume Odet. E le sue splendide e commoventi illustrazioni del racconto di Paul de Musset «Monsieur le Vent et Madame la Pluie  ».

## Mostre
Dauchez espose a più riprese sia in Francia che all'estero. In Francia, nel 1905, ad esempio, alla galleria Graves a Parigi o nel 1906 presso le Gallerie d'arte decorativa.: All'estero espose in diverse città e capitali: Barcellona, Bruxelles, Budapest, Monaco di Baviera, Pittsburgh. Del resto in numerosi musei francesi ed esteri si trovano opere di André Dauchez.
- Una mostra intitolata "André Dauchez et Philippe Dauchez, peintres de la Marine" fu aperta dal 21 novembre 1975 al 11 gennaio 1976 presso il Museo nazionale della Marina a Parigi.
- Una mostra sui paesaggi bretoni, intitolata "Campagne bretonne", fu realizzata su iniziativa dei nipoti dell'artista a Loctudy, dal 20 al 26 agosto 2018, prima di essere trasferita a Parigi.[6]

## Opere
Elenco parziale.

### Incisioni
Il Museo dipartimentale bretone di Quimper conserva una importante collezione di incisioni di André Dauchez.
Per la quasi totalità si tratta di acqueforti.
- Les joueurs d'échecs - (1893 o 1894)
- Le Pèlerinage - (1896)
- Les brûleurs de goémon - (1898)
- La route de Pont-l'Abbé - (1900)
- Baignade - (1901)
- Maisons de l'Île-Tudy - (1902) Bibliothèque nationale de France
- Les yachts - (1902) Bibliothèque nationale de France
- Saint-Oual à Loctudy - (1902) Bibliothèque nationale de France
- Grève (bord de l'eau) de Saint-Oual - (1903) Bibliothèque nationale de France
- Maisons de Saint-Oual - (1903) Bibliothèque nationale de France
- La dune de Saint-Oual - (1903) Bibliothèque nationale de France
- Feu de goémon - (1903)
- La vanne - (1904)
- Yatchts en course - (1904) Bibliothèque nationale de France
- Le moulin de Lesconil - (1904) Bibliothèque nationale de France
- Village dans les dunes (1907)
- La grève du Suler - (1908) Bibliothèque nationale de France
- Pins au Suler - (1908) Bibliothèque nationale de France
- Pins (1909)
- Lesconil - (1909) Bibliothèque nationale de France
- La maison de la Palue - (1909) Bibliothèque nationale de France

- Les pins de Lesconil - (1910)[9]
- Rivière de Lesconil - (1910) Bibliothèque nationale de France
- La grève du Cosquer - (1911) Bibliothèque nationale de France
- Brémoguer - (1911) Bibliothèque nationale de France
- Entrée de Lesconil - (1911) Bibliothèque nationale de France
- La côte de Penmarch - (1914)
- La route de Penmarch[10]
- La baie sur la rivière de Pont-l'Abbé - (1919)
- Devant l'Île-Tudy
- Bateaux à sec
- Le Conquet
- Mer basse
- Canot de pêche échoué sur la grève
- Ploaré
- Ciel d'orage
- La grosse branche[11]
- Devant Loctudy[12]
- Chapelle Saint-Guido[13], situata a Larvor (Loctudy)
- Entrée de l'Île-Tudy - (1930)[14].
- Temps d'orage - (1936)
- Fin de jour - Museo di belle arti di Quimper (rappresentazione dell'ansa del Letty a Bénodet)

### Quadri
- La Source, d'après Ingres - (1890)
- Mendiants espagnols - (1894)
- Saint-Guénolé - (1894)
- L'Île-Tudy (1896)
- Maisons de Kérity - (1897)
- Les premiers pas - (1900)
- Chaumière sur la colline - (1900)
- Groupe de chaumières - (1900)
- Croquis de nu - (1900)
- Moulin sous la pluie - (1902)
- Dune de Mousterlin - (1902)
- Marécages de Mousterlin - (1904)

- La chapelle de Beuzec - (1906)
- Vieilles maisons à Kérity - (1909)
- Brémogver - (1911).
- Les remparts de Concarneau - (1913)
- Bateaux désarmés - (1916).
- La rivière de Morlaix - (1923)
- La route de Cabellon - (1927)
- La Rochelle - (1929)
- Maisons de Port-Louis - (1932)
- Le Croisic - (1935)
- La Vilaine à Rennes - (1936)
- L'Odet devant le Pérennou - (1938)

### Illustrazioni
André Dauchez eseguì oltre 500 incisioni originali (acqueforti) a partire dal 1899, stampandole lui stesso.
- La mer dans les bois di André Chevrillon, opera pubblicata nel 1928 con 77 acqueforti di André Dauchez. Essa venne edita dagli autori stessi in 158 esemplari.
- Le foyer breton, Contes et récits populaires, di Émile Souvestre, 1910, tiratura 150 esemplari, edita dalla "Société des Amis du Livre Moderne", con 77 acqueforti di Dauchez.
- Monsieur le Vent et Madame la Pluie. Versione per bambini della favola di Paul de Musset, edita nel 1948 da Ernest Flammarion.
- André Suarès: Le livre de l'émeraude. Stampata a Parigi per conto della "Société du Livre d'Art" in 150 esemplari, 1914. Illustrazioni: 30 acqueforti di Charles Cottet, André Dauchez e Lucien Simon, di cui 5 incise da Charles Cottet e 25 da André Dauchez.

## Galleria d'immagini
Quadri

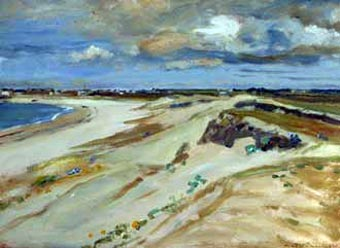
Dune a Lasconil
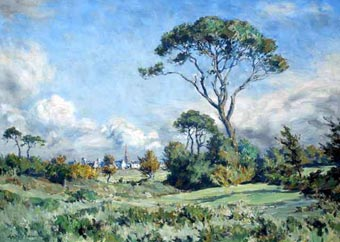
Pini a Loctudy
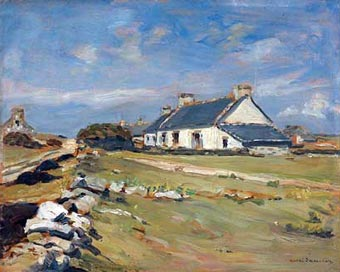
La casa a La Palud
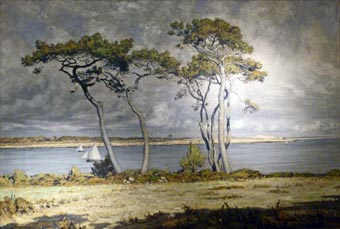
Punta Cambrit
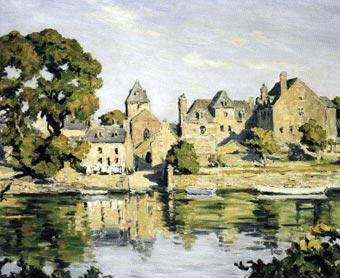
Locmaria a Quimper
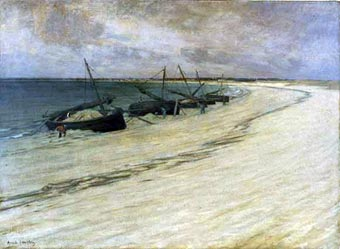
Battelli di sabbia

Fotografie

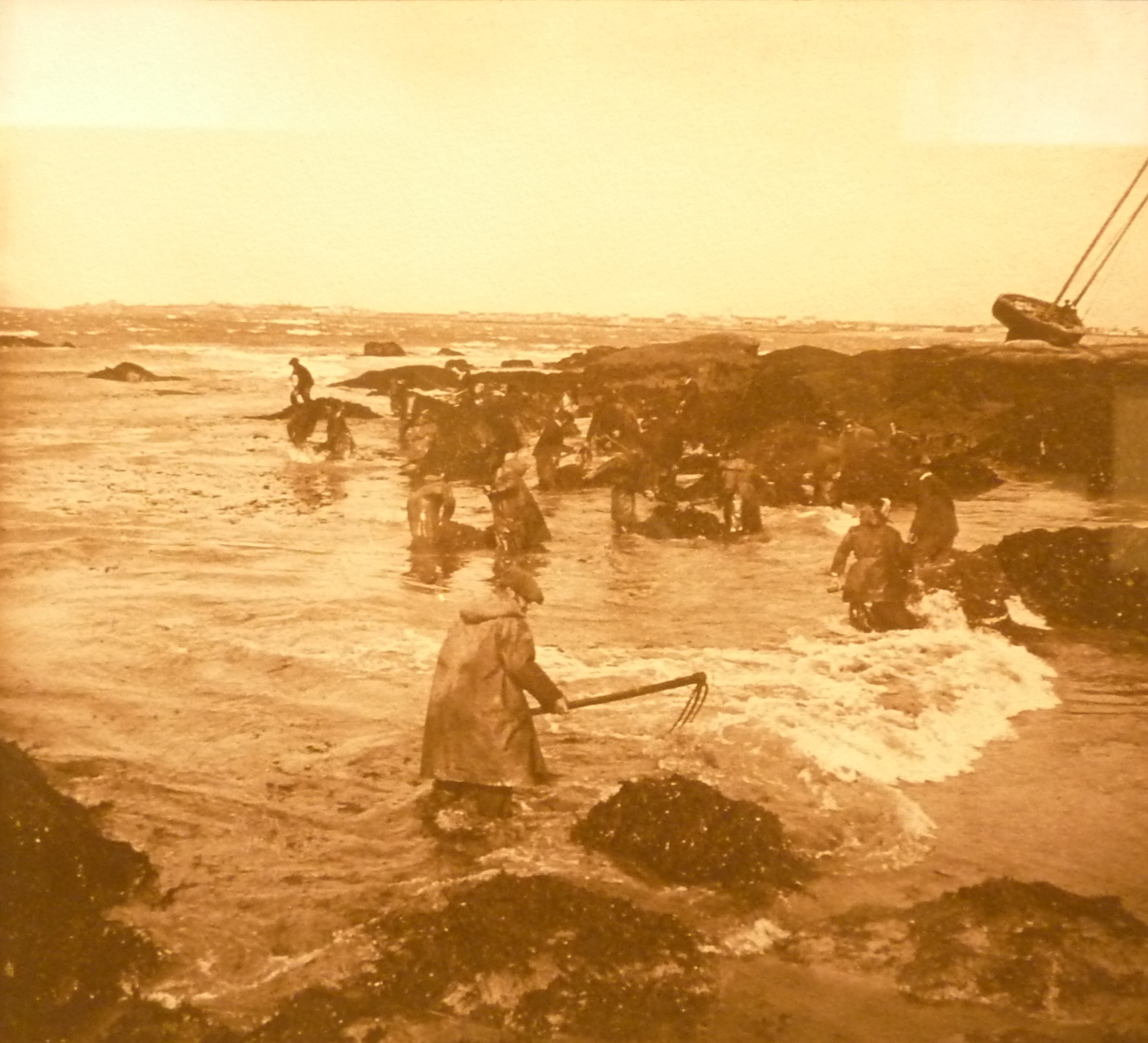
I raccoglitori di goemon[16] a Loctudy
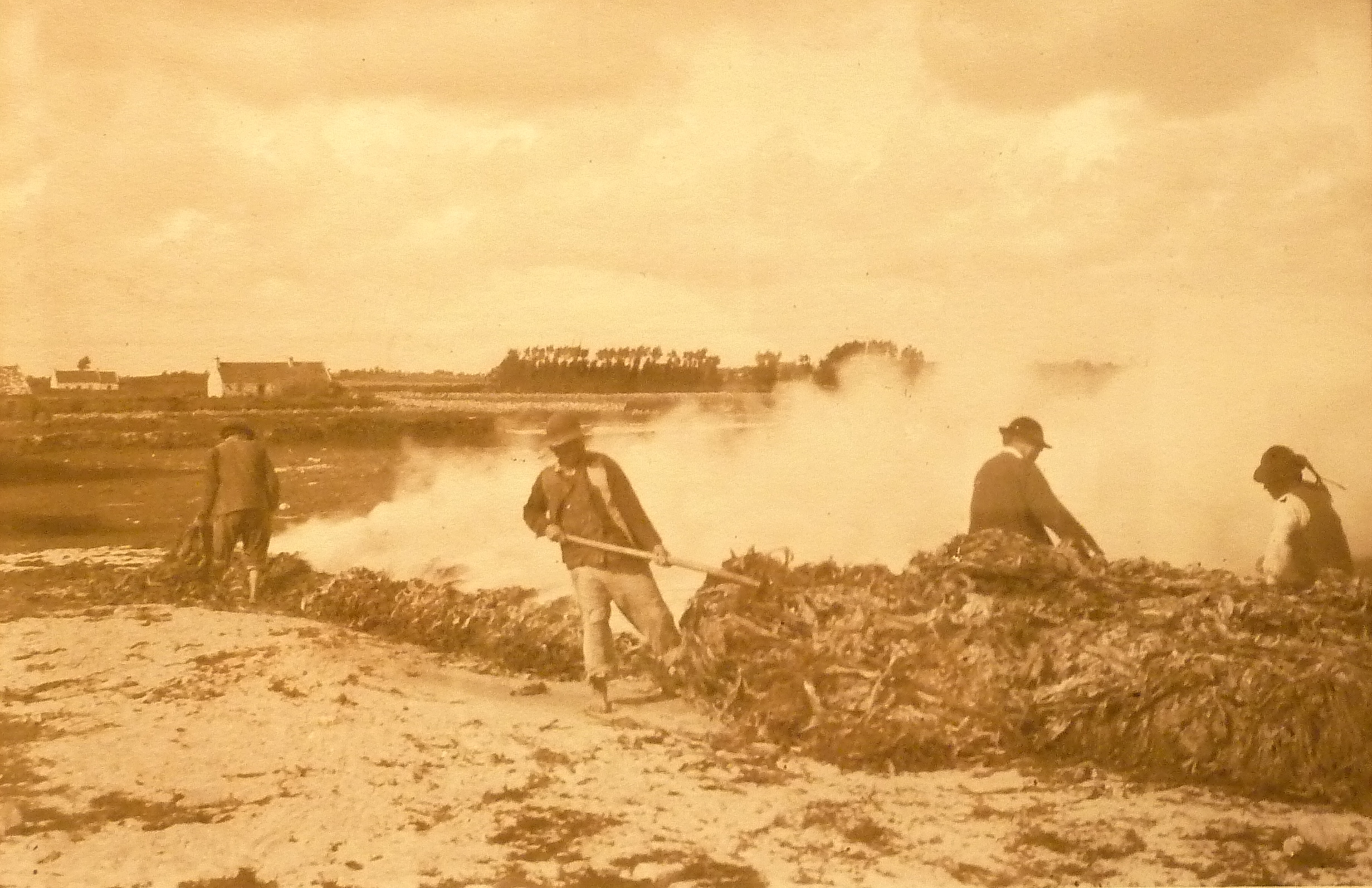
Bruciatura del goemon a Loctudy
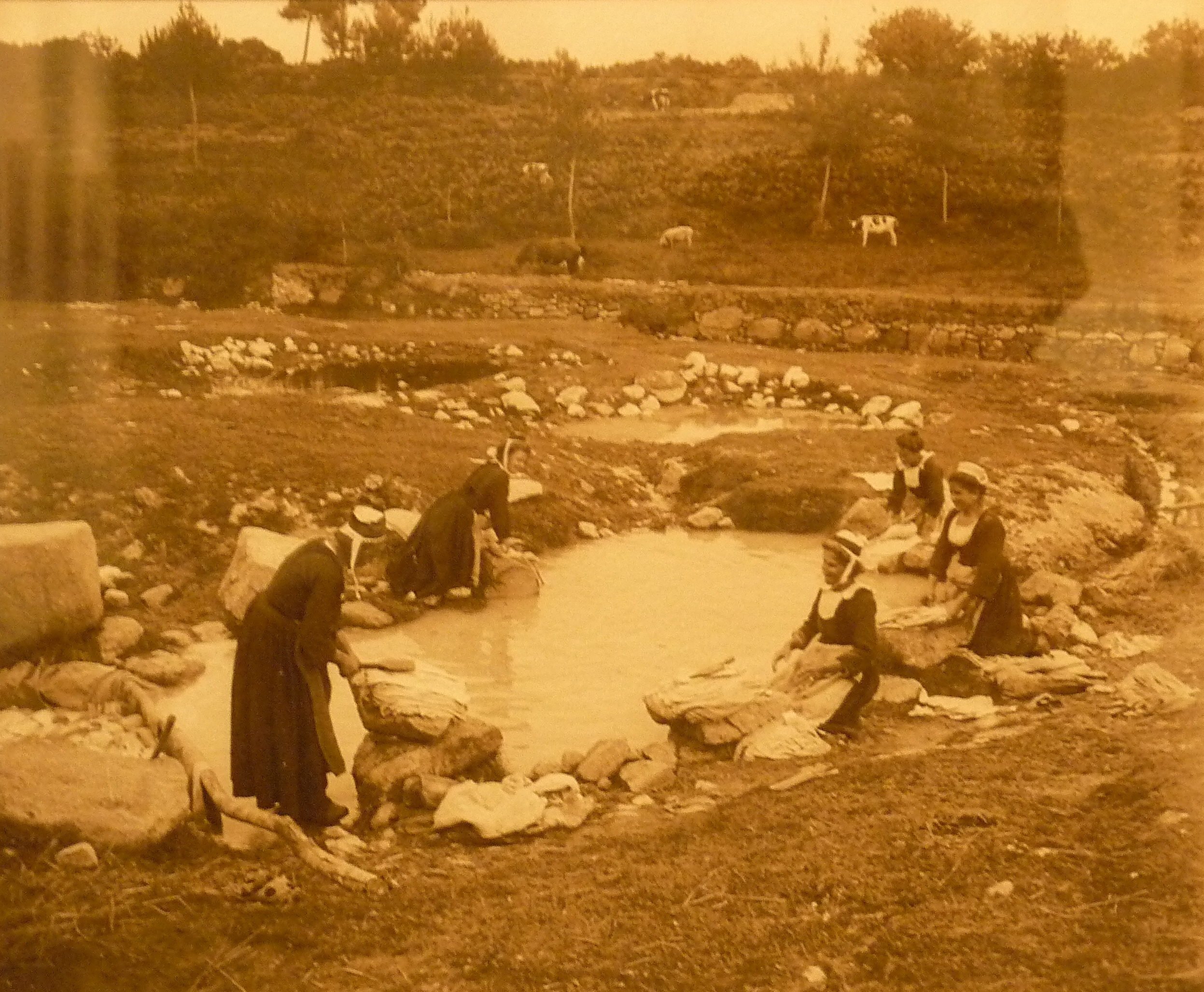
Le lavandaie

## Altri progetti

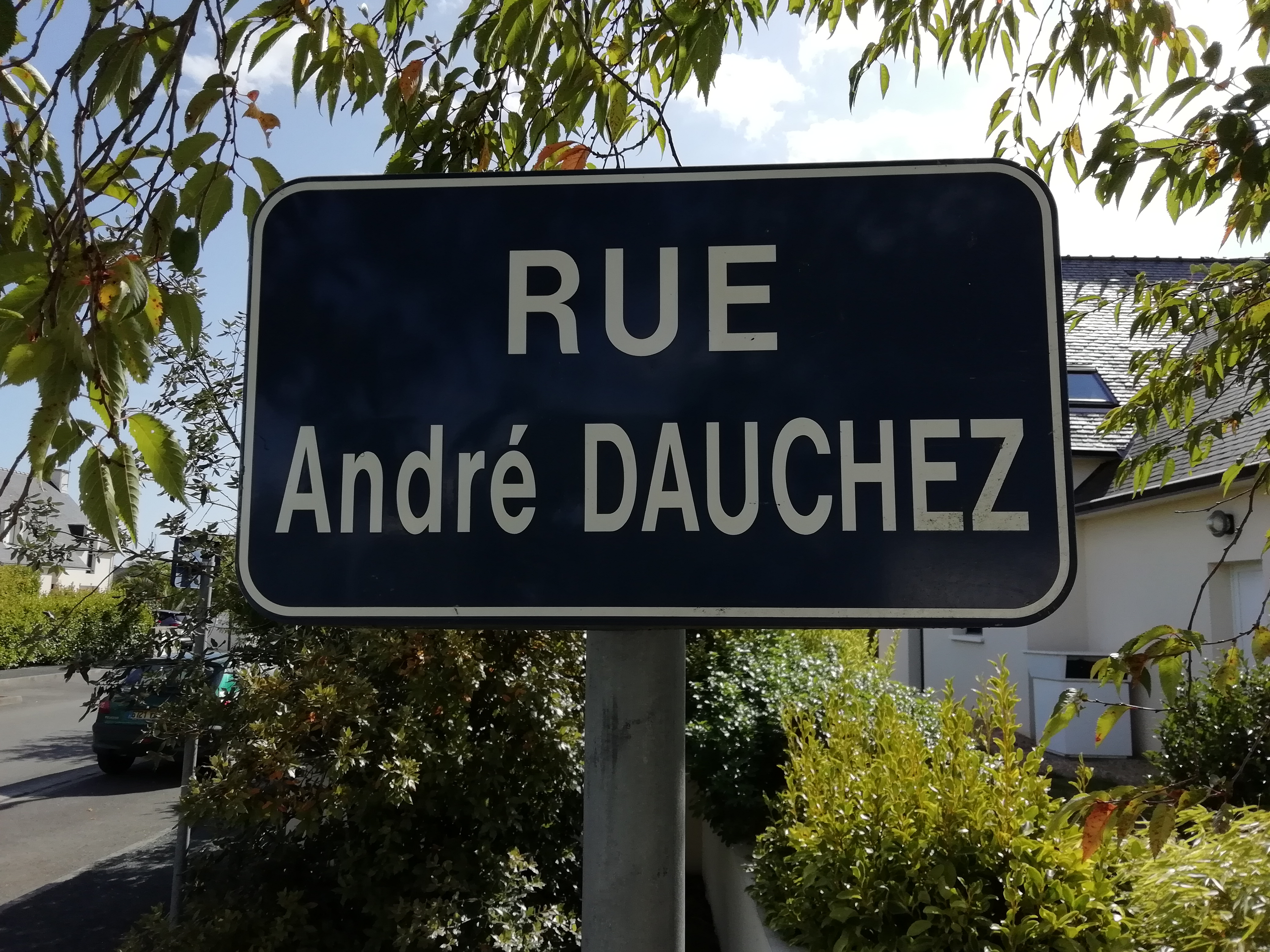
Via André Dauchez a Loctudy